# Aristómenes

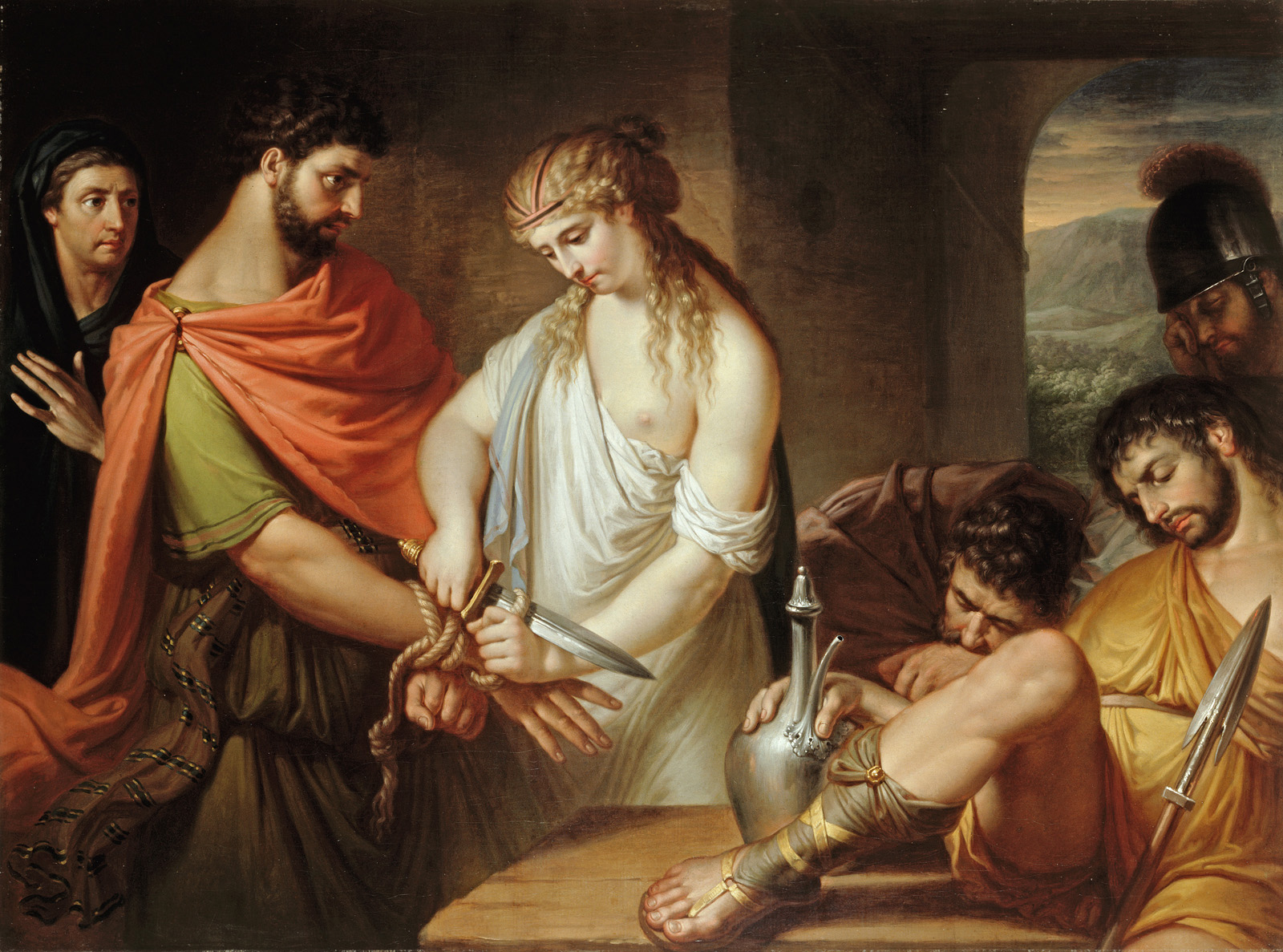
Una mujer libera a Aristomenes, por Franc Kavčič

Aristómenes (en griego antiguo: Ἀριστομένης) fue un rey de Mesenia, recordado por su lucha contra los espartanos en la segunda guerra mesenia, y su prolongada resistencia a los mismos en el monte Hira (actual Tetrazi), donde permaneció durante 11 años (682-671 a. C.) Finalmente el monte cayó en poder de los espartanos, pero Aristómenes logró escapar. Murió en la ciudad de Ialisos (Rodas).
Recibió culto como héroe en Mesenia y otros lugares de Grecia.
Un comentario de Richard Francis Burton en su traducción de Las mil y una noches conjetura que uno de los viajes de Simbad el Marino está inspirado en la fuga de Aristómenes (la nota de Burton comenta: «Este cuento es, evidentemente, tomado de la fuga de Aristómenes el Mesenio de la fosa en que había sido arrojado, un zorro fue su guía. Los árabes fueron ávidos estudiantes de las literaturas griegas»).